# 小行星4211
小行星4211（4211 Rosniblett）是一颗围绕太阳公转的小行星。1987年9月12日，亨利·德波鸿诺在拉西拉天文台发现了此天体。
这颗小行星的绝对星等为317.1374096108389等。